# Deadman Switch (Zvezdna vrata SG-1)
Dead Man's Switch je naslov epizode znanstveno-fantastične serije Zvezdna vrata, v kateri se SG-1 odpravi na planet PJ6-877 na rutinsko raziskavo. Takoj po prihodu ekipo s pomočjo nevidnega energetskega polja zajame lovec na glave Aris Boch. Na tem planetu namerava ujeti Goa'ulda Kel'tarja, ki ga išče zlobni lord Sokar. V zameno za njihovo svobodo bi Aris rad, da mu ekipa SG-1 pomaga pri iskanju Kel'tarja. Če ne bodo privolili v sodelovanje, jih namerava odpeljati pred Sokarja.